# 亞馬遜河弦尾魚
亞馬遜河弦尾魚，為輻鰭魚綱鱸形目隆頭魚亞目慈鯛科的其中一種，分布於南美洲Guaporé及Mamoré河流域，體長可達8.9公分，棲息在河川中底層水域，生活習性不明。